# Christoph Franz

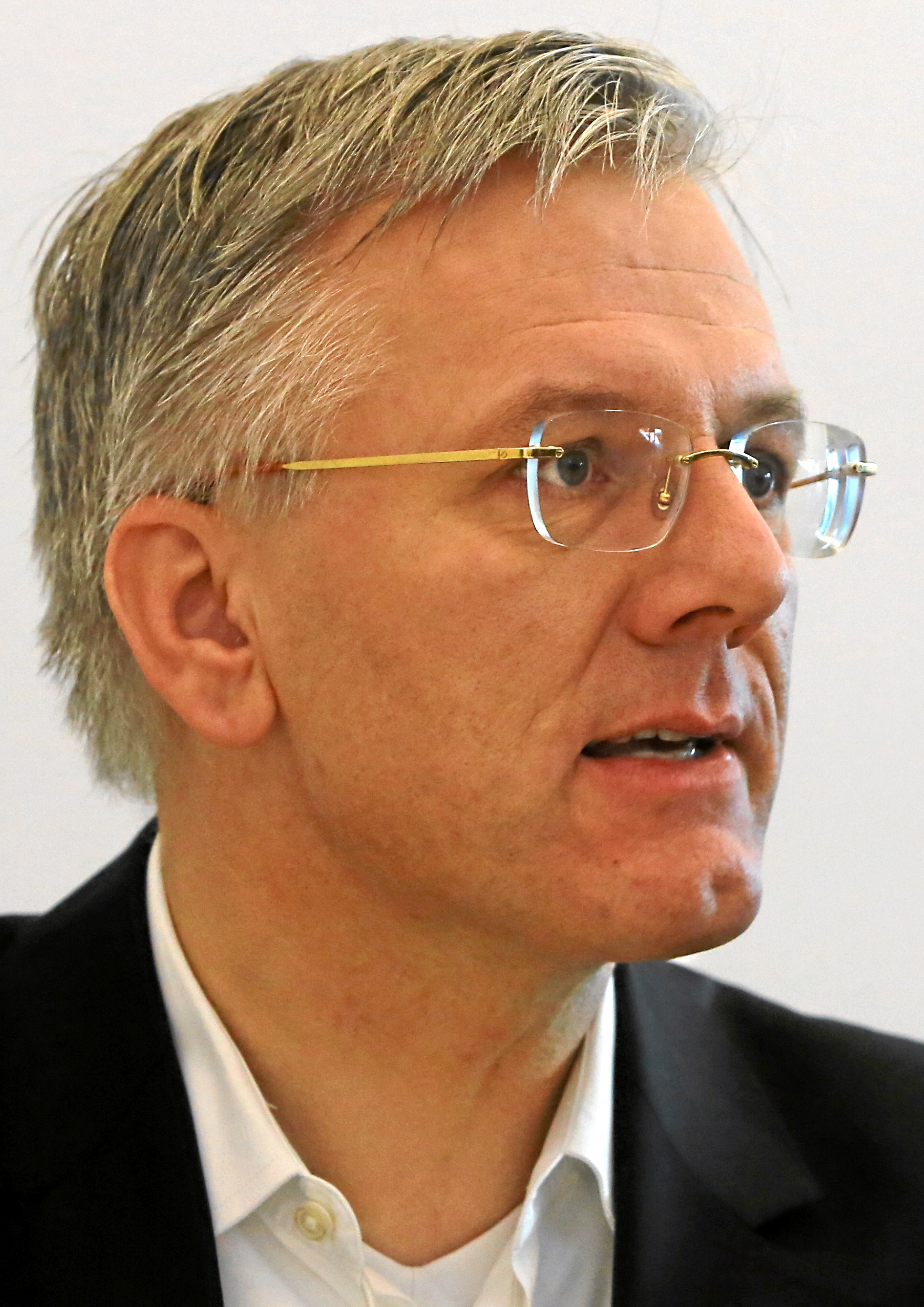
Christoph Franz (2013)

Christoph Franz (* 2. Mai 1960 in Frankfurt am Main) ist ein deutsch-schweizerischer Manager. Vom 1. Januar 2011 bis zum 30. April 2014 war er Vorstandsvorsitzender der Deutschen Lufthansa AG. Von März 2014 bis März 2023 war er Verwaltungsratspräsident des Schweizer Pharmakonzerns Roche Holding.

## Leben
Franz studierte als Stipendiat der Studienstiftung des deutschen Volkes an der Technischen Universität Darmstadt Wirtschaftsingenieurwesen und schloss das Studium als Doktor der Wirtschafts- und Sozialwissenschaften (Dr. rer. pol.) ab. Im Jahr 1990 trat er in die Dienste der Deutschen Lufthansa, wo er Projekte zur Strategie, zum Verkauf und zum Controlling erarbeitete. Er arbeitete von 1992 bis 1994 im Stab des damaligen Vorstandsvorsitzenden Jürgen Weber mit.
1994 wechselte Franz zur Deutschen Bahn AG. Am 24. September 1999 wurde er, mit Wirkung zum 1. Oktober 1999, vom Aufsichtsrat der Deutschen Bahn AG zum Vorstandsvorsitzenden der DB Reise & Touristik ernannt. Er löste Axel Nawrocki in dieser Funktion ab.
Gleichzeitig wurde er damit Mitglied im Konzernvorstand der Deutschen Bahn AG. Zuvor war Franz Leiter des Bereichs Konzernentwicklung. Nach dem Scheitern des neuen Preissystems, für das er sich maßgeblich eingesetzt hatte, wurde er auf der Aufsichtsratssitzung vom 20. Mai 2003 von seinen Aufgaben entbunden. Zu seinem Nachfolger in seiner Funktion wurde Karl-Friedrich Rausch berufen. Die Deutsche Bahn nannte als Grund für die Ablösung unterschiedliche Auffassungen darüber, wie die Schwierigkeiten des Preissystems behoben werden könnten.
Christoph Franz wurde am 1. Juli 2004 vom Verwaltungsrat der Swiss International Air Lines zum Vorsitzenden der Geschäftsführung ernannt. Nach erfolgreicher Sanierung der Swiss wurde Franz ab Mai 2009 zum stellvertretenden Konzernvorstand berufen. Er übernahm ab Juni 2009 den Passagierbereich.
Am 1. Januar 2011 trat er das Amt des Vorstandsvorsitzenden der Lufthansa als Nachfolger von Wolfgang Mayrhuber an um die Lufthansa auf einen anhaltenden Gewinnkurs zu bringen.
Im Rahmen seiner Tätigkeit hat er das Sparprogramm Score aufgelegt, mit dem das Betriebsergebnis ab 2015 um 1,5 Milliarden Euro verbessert werden soll.
Franz gab am 16. September 2013 bekannt, dass er für eine Verlängerung seines am 31. Mai 2014 endenden Vertrages nicht zur Verfügung stehe.
Der Schweizer Pharmakonzern Roche Holding teilte am selben Tag mit, dass der Verwaltungsrat auf der Generalversammlung am 4. März 2014 Franz zum neuen Verwaltungsratspräsidenten vorschlagen werde, in Nachfolge von Franz B. Humer. Franz war seit 2011 Mitglied des Verwaltungsrats.
Zur Begründung dafür, dass er seinen im Mai 2014 auslaufenden Vorstandsanstellungsvertrag bei der Deutschen Lufthansa AG nicht verlängern wolle, gab Franz an, dass ihn insbesondere fasziniere, nochmals eine neue berufliche Herausforderung bei Roche angehen zu können.
Franz übergab sein Amt bei der Lufthansa am 1. Mai 2014 an Carsten Spohr. Franz blieb bis März 2023 Verwaltungsratspräsident von Roche, Nachfolger wurde der bisherige CEO, Severin Schwan.
Franz ist Vizepräsident des Verwaltungsrats der Zürich Versicherung sowie Verwaltungsrat der Stadler Rail.
Christoph Franz ist seit 2018 Mitglied des Stiftungsrats der Schweizerischen Studienstiftung.
Franz ist verheiratet, Vater von fünf Kindern und wohnt in Zug.

## Publikationen
- mit Elgar Fleisch, Andreas Herrmann, Annette Mönninghoff: Die digitale Pille. Eine Reise in die Zukunft unseres Gesundheitssystems. Campus, 2021, ISBN 978-3-593-51369-0.